# Brewster (Ohio)
Brewster es una villa ubicada en el condado de Stark en el estado estadounidense de Ohio. En el Censo de 2010 tenía una población de 2112 habitantes y una densidad poblacional de 364,04 personas por km².

## Geografía
Brewster se encuentra ubicada en las coordenadas 40°42′47″N 81°36′3″O / 40.71306, -81.60083. Según la Oficina del Censo de los Estados Unidos, Brewster tiene una superficie total de 5.8 km², de la cual 5.78 km² corresponden a tierra firme y (0.36%) 0.02 km² es agua.

## Demografía
Según el censo de 2010, había 2112 personas residiendo en Brewster. La densidad de población era de 364,04 hab./km². De los 2112 habitantes, Brewster estaba compuesto por el 98.53% blancos, el 0.09% eran afroamericanos, el 0.05% eran amerindios, el 0.33% eran asiáticos, el 0% eran isleños del Pacífico, el 0.52% eran de otras razas y el 0.47% pertenecían a dos o más razas. Del total de la población el 0.95% eran hispanos o latinos de cualquier raza.